# Vyznamenání
Vyznamenání je zvláštní forma veřejného ocenění, obvykle spojena s právem nosit veřejně znak tohoto ocenění. Pokud vyznamenání uděluje stát, jedná se o státní vyznamenání. Vyznamenání jsou udělována vojákům za statečnost v boji i civilistům. Řády mají obvykle několik stupňů.
Tradice udělování vyznamenání je velmi stará. Již ve starověkém Římě existovaly velké připínací medaile – faléry. Ve středověku se začaly udělovat rytířské řády. V minulosti uděloval vyznamenání většinou panovník, dnes uděluje vyznamenání hlava státu, například prezident. 
V České republice se rozlišují řády (vyšší forma vyznamenání) a medaile (nižší forma). Řády se občanům České republiky propůjčují (po úmrtí vyznamenaného se číslovaná insignie vrací Kanceláři prezidenta republiky), cizím státním příslušníkům se udělují. Medaile se všem vyznamenaným udělují.